# Seehof (Wüstung, Euerfeld)
Seehof (auch Sehof) ist eine Wüstung auf der Gemarkung des Dettelbacher Ortsteils Euerfeld im unterfränkischen Landkreis Kitzingen. Die Wüstung bestand bis ins 15. Jahrhundert, die Gründe für die Auflösung sind unklar.

## Geografische Lage
Die Lokalisierung Seehofs erweist sich aufgrund der Flurbereinigung in den 1960er und 1970er Jahren als schwierig. Mehrere Quellen verorten den Hof in die Gemarkung von Euerfeld an der Straße „gein Selgenstat“, dem heutigen Seligenstadt. Erschwert wird die genaue Lagebestimmung noch durch andere Quellen, in denen das ebenfalls abgegangene Dorf Lugshofen im Westen der Euerfelder Gemarkung mit dem Seehof in Verbindung gebracht wird. Noch heute liegen die Flurnamen Seeweg, Seewiesen und Seerain bei Euerfeld.

## Geschichte
Erstmals urkundlich erwähnt wurde Seehof im Jahr 1388. Damals gehörte es zu den Gütern des Hochstifts in Euerfeld und wurde folgendermaßen beschrieben: „(…) der Sehof, der flecken do der Hof vnd die hus vf stent (…)“. Die gleiche Urkunde beschreibt außerdem die namensgebenden Seen auf der Flur um den Hof. Sie befanden sich am Weg nach Seligenstadt wurden wegen häufiger Besitzstreitigkeiten aufgeteilt.
Nochmals genannt wurden die Seen im Jahr 1405. Fürstbischof Johann I. von Egloffstein zu Würzburg übergab dem Uffenheimer Bürger Götz Fürbringer einen See „zum Seehofe“. 1428 wurde der See im Auftrag des Würzburger Stifts Neumünster vergrößert, wobei Wiesen aus der Gemarkung von Euerfeld geflutet wurden. 1434 wurde Seehof wieder erwähnt. Im Jahr 1470 wurde der Hof letztmals genannt und die Flur mit den beiden Seen beschrieben. Wahrscheinlich verließen ihn die Bewohner bald darauf.